# Katie McGrathová
Katie McGrathová (* 3. ledna 1983, Ashford) je irská herečka. Upozornila na sebe zejména v televizi, kde ztvárnila Lenu Luthorovou v seriálu Supergirl, Morganu Pendragonovou v seriálu Merlin, nebo Lucy Westenraovou v seriálu Drákula. Dostala též významné role v americkém filmu Jurský svět (2015) a v britském snímku Král Artuš: Legenda o meči (2016). Vystudovala historii na Trinity College v Dublinu, se zaměřením na dějiny Ruska.